# Brachstedt
Brachstedt – dzielnica gminy Petersberg w Niemczech, w kraju związkowym Saksonia-Anhalt, w powiecie Saale.
Do 30 czerwca 2007 dzielnica należała do powiatu Saal. Do 31 grudnia 2009 była to samodzielna gmina należąca do wspólnoty administracyjnej Götschetal-Petersberg.

## Geografia
Brachstedt położone jest ok. 10 km północny wschód od Halle (Saale).
W skład obszaru dzielnicy wchodzą:
- Hohen
- Wurp

## Miejscowości partnerskie
- Fürfeld, Nadrenia-Palatynat
- Tymbark, Polska